# Томас Кресвік
Томас Кресвік (англ. Thomas Creswick; 5 лютого 1811 — 28 грудня 1869) — британський пейзажист і ілюстратор.

## Біографія

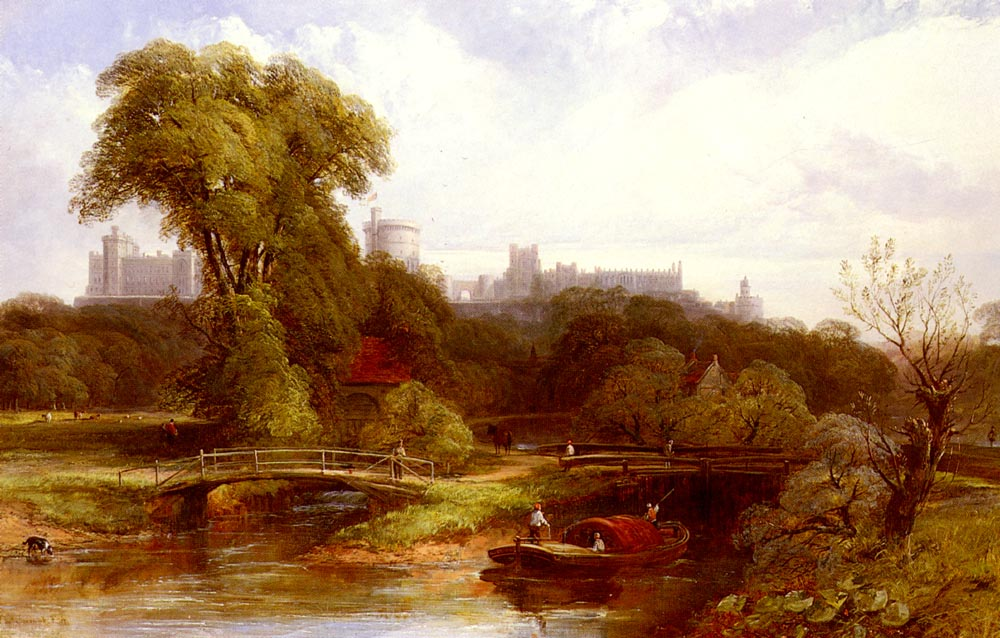
Creswick Thomas A View Of Windsor Castle

Кресвік народився в Шеффілді (коли той був частиною Дербіширу). Він був сином Томаса Кресвіка і Мері Епворт, і вчився в Хазельвуді, поруч з Бірмінгемом.
У Бірмінгемі він вперше почав малювати. Його перша участь у виставці трапилося в 1827 році, в Товаристві британських художників в Лондоні; на наступний рік він послав в Королівську академію дві картини, озаглавлені «Ллін Гвінант, ранок» (Llyn Gwynant, Morning) і «Карнарвонскій замок» (Carnarvon Castle). В цей же час він переїхав до Лондона, і в 1836 році став жити в Бейсвотері (Bayswater). Незабаром він привернув увагу як пейзажиста, і став робити впевнену і рівномірну кар'єру, втім, без видатних успіхів. У 1842 році він був обраний в пов'язані члени, а в 1850 році отримав повне членство в Королівській академії.
У ранній практиці він багато вивчав природу під відкритим небом, малював британські і уельські пейзажі при денному кольорі. Крім картин, Кресвік створив безліч ілюстрацій для книг.
Він помер після періоду погіршення здоров'я, що тягнувся кілька років, в своєму будинку в Бейсуотере. Серед його основних робіт — England (1847); Home by the Sands, and a Squally Day (1848); Passing Showers (1849); The Wind on Shore, a First Glimpse of the Sea, and Old Trees (1850); A Mountain Lake, Moonrise (1852); Changeable Weather (1865); а також the London Road, a Hundred Years ago; The Weald of Kent; the Valley Mill; a Shady Glen; the Windings of a River; the Shade of the Beech Trees; the Course of the Greta; the Wharfe; Glendalough.
Картини Кресвіка зберігаються в ряді британських колекцій, включаючи галереї Шеффілда, Кентербері, Нотамптона і Дербі.